# Nicholas de Courville
Nicholas de Courville (* um 1590 in Frankreich; † 1. Juni 1634 in Regensburg) war ein französischer General in schwedischen Diensten. Er nahm im Dreißigjährigen Krieg zunächst als Obrist, am Ende als Generalmajor unter verschiedenen protestantischen Heerführern an mehreren Schlachten teil. Nach seinem Tod in den Kämpfen um Regensburg wurde er in der Pfarrkirche von Wöhrd, der ehemaligen Vorstadt von Nürnberg, begraben.

## Militärlaufbahn
Bis 1623 war Courville Obrist im Heer von Christian von Braunschweig-Wolfenbüttel. Danach nahm er in Diensten des dänischen Königs Christian IV. im August 1626 mit dem später an den schwedischen König Gustav Adolf verkauften Arkebusierregiment „Hünecken“ an der Schlacht bei Lutter am Barenberge teil, wo er nach der schweren Niederlage in Gefangenschaft geriet. Als Kommandeur einer Kürassier-Squadron aus fünf Kompanien nahm er im September 1631 in schwedischen Diensten unter König Gustav Adolf auf dem linken Flügel unter General Gustaf Horn an der Schlacht bei Breitenfeld teil. Danach begann der Siegeszug des schwedischen Königs nach Süddeutschland. Am 10. November 1631 überraschte Courville mit drei Kompanien Reitern die Torwachen der Stadt Mühlhausen und besetzte die Stadt für sechs Tage ohne Zerstörungen zu hinterlassen und ohne die Bevölkerung zu drangsalieren. Die Chronik der Stadt berichtet darüber mit den Worten: Auf St. Martini Abend war die Stadtwache am Erfurter Thore, weil eben ein dicker Nebel war, überrumpelt vom schwedischen Obersten Corvillt mit drei Compagnien Reiter; nahmen die Stadt ein und lagen allhier, haben aber sonst gute Mannszucht gehalten. Den 16ten sind sie wieder abgezogen. Danach blieb Courville in Franken stationiert und sein Regiment wurde von Gustav Adolf im September 1632 in der Schlacht an der Alten Veste und im November 1632 in der Schlacht bei Lützen eingesetzt.

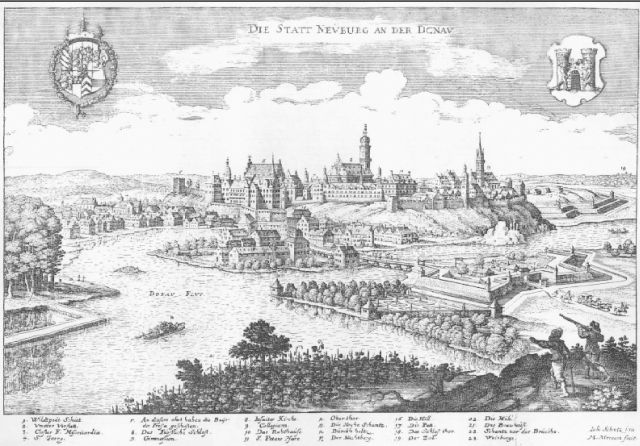
Kupferstich von Neuburg an der Donau

Nach dem Tod von Gustav Adolf wurde das Regiment Courville mit fünf Kompanien und 300 Pferden in das neu aufgestellte, ca. 8000 Mann umfassende fränkische Heer des neu berufenen Feldmarschalls, Herzog Bernhard von Sachsen-Weimar eingegliedert. Zunächst musste Herzog Bernhard mit diesem Heer das ihm von König Gustav Adolf zugesagte Herzogtum Franken militärisch sichern. Weiterhin plante er, von Franken über die Oberpfalz nach Regensburg vorzustoßen, die Stadt zu erobern und sie als Basis für das weitere Vordringen donauabwärts Richtung Wien zu nutzen. An der Verwirklichung dieses ambitionierten Vorhabens, waren die Regimenter unter dem Kommando des zum Generalmajor ernannten Courville wesentlich beteiligt. Nachdem beim Anmarsch auf Regensburg im ersten Halbjahr 1633 mehrere Misserfolge bewältigt werden mussten, gelang es Courville Anfang November 1633, mit dem größeren Teil der Reiterei des Gesamtheeres die Donau südlich von Regensburg bei Neuburg an der Donau zu überqueren. Diese Regimenter konnten dann die Donauquerung des Gesamtheeres mit Artillerie und mit Herzog Bernhard bei Kelheim absichern. Die Donauquerung war erforderlich, weil die Stadt Regensburg, die im Norden durch die Donau abgeschirmt wird, nicht von Norden her über die Steinerne Brücke einzunehmen war.
Regensburg konnte nur von Süden her belagert und eingenommen werden und das gelang am 8. November 1633 nach nur kurzer Belagerung. Nach Besetzung der Stadt und nach weiteren nur bedingt erfolgreichen militärischen Aktionen donauabwärts und in Böhmen, verließen Herzog Bernhard und Courville mit dem Hauptheer Regensburg Anfang März 1634 nach Franken.

## Tod bei Regensburg
Zwar hatte Herzog Bernhard in Regensburg eine sehr starke Garnison hinterlassen, jedoch wurden die schwedisch besetzten Orte donauabwärts, im bayerischen Wald und in der Oberpfalz sehr bald wieder von bayerischen und kaiserlichen Truppen zurückerobert. Damit war das schwedisch besetzte Regensburg wieder stark gefährdet. Zu erwarten war ein Angriff des im Mai 1634 neu organisierten kaiserlichen Heeres unter dem Oberbefehl von Erzherzog Ferdinand. Der Angriff von Norden würde die Orte auf dem Nordufer gegenüber von Regensburg treffen, wo der schwedische Kommandant von Regensburg Lars Kagg sehr effektive Verteidigungsstellungen hatte erbauen lassen. Von den umgebenden Hügeln konnte Regensburg gut eingesehen und auch mit Kartaunen beschossen werden. Hier im Nordosten von Regensburg mündet der Fluss Regen in die Donau und das von ihm gebildete untere Regental war der Anmarschweg für das Ende Mai 1634 in Böhmen aufgebrochene kaiserliche Heer, das die Rückeroberung von Regensburg erreichen wollte. Zur gleichen Zeit waren auch Herzog Bernhard und Courville mit einem Entsatzheer in Franken aufgebrochen, nachdem sie dazu von protestantischen Reichsfürsten gedrängt worden waren, dem bedrohten Regensburg zu helfen. Sie hatten die Hoffnung, den Anmarsch des kaiserlichen Heeres auf Regensburg verhindern zu können. Diese Vorstellung erwies sich als illusionär, als die große Übermacht des kaiserlichen Heeres von der schwedischen Vorhut unter Georg Christoph von Taupadel bei Nabburg entdeckt und gemeldet wurde. Trotzdem zog das Entsatzheer weiter und erreichte Regensburg am 31. Mai 1634. Unter dem Kommando von Courville gelang es sogar noch, auf dem Hügel westlich der Mündung des Flusses Regen – genannt der Weinberg – eine Batteriestellung zu errichten. Von dort aus konnte man das Gebiet auf dem östlichen Regenufer und den Ort Reinhausen beschießen, wo die Vorhut des kaiserlichen Heeres unter Matthias Gallas bereits eingetroffen war.

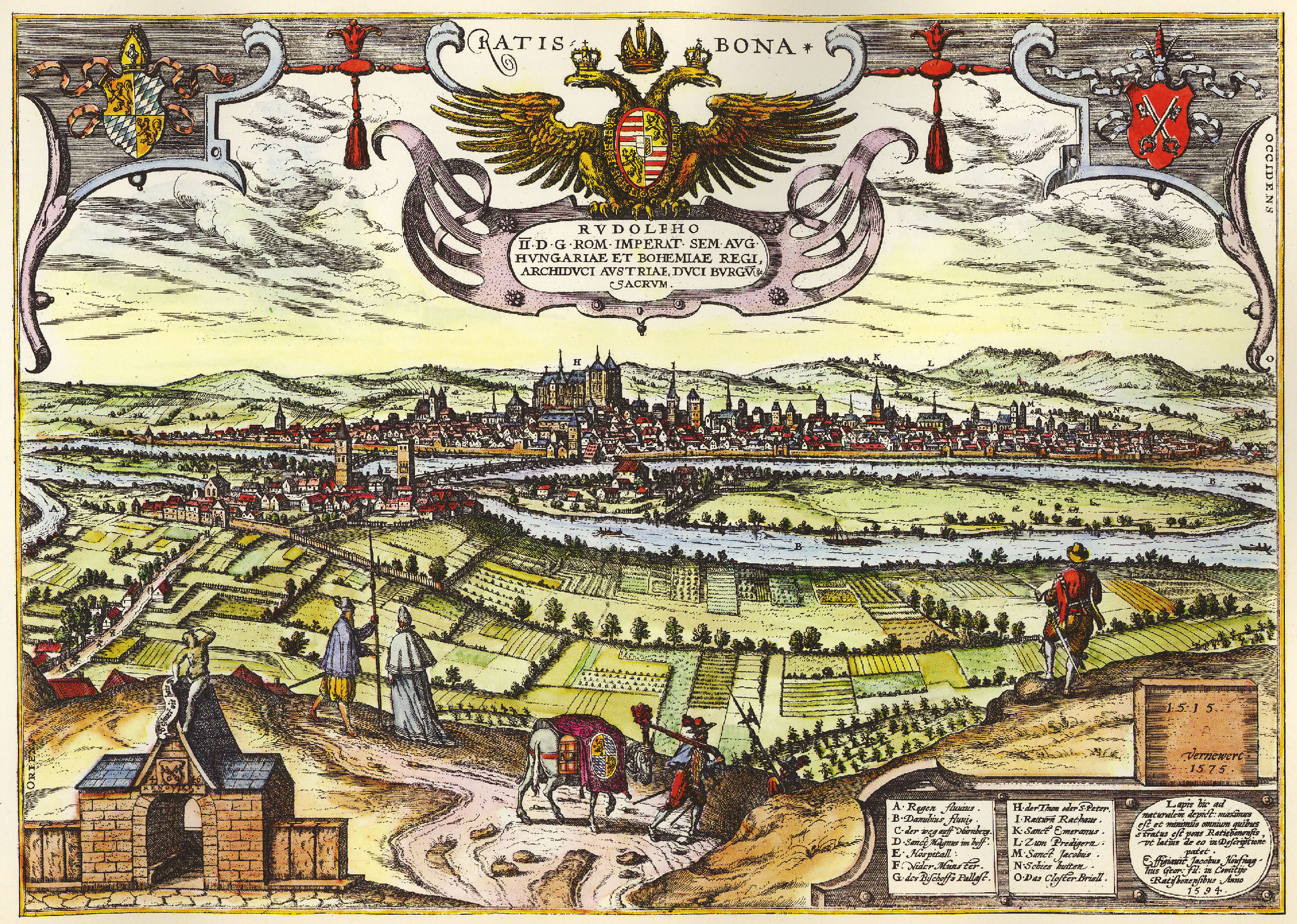
Blick vom Nord-Hügel 1594: Stadtamhof und Regensburg; zwei Donauarme (B), zwei Donauinseln. Ganz links außen am Bildrand: ein Teil vom Fluss Regen (A)

Als dann am nächsten Tag das kaiserliche Heer mit seiner enormen Artillerieausrüstung eintraf, sahen die kaiserlichen Generäle von den Hügeln aus die Stadt Regensburg so daliegen, wie es die Abbildung zeigt. Sie bemerkten die schwedische Batteriestellung auf dem Hügel westlich des Flusses Regen und ließen sofort eine Batteriestellung auf dem Hügel östlich des Flusses – genannt Galgenberg – errichten. Am 1. Juni 1634 kam es über den Fluss Regen hinweg zu einem Artilleriekampf zwischen den beiden gegenüber liegenden Artilleriestellungen, bei dem Courville ums Leben kam. Die schwedische Batteriestellung musste aufgegeben werden und wurde von der kaiserlichen Artillerie eingenommen. Die genauen Todesumstände von Courville wurden unterschiedlich beschrieben. Zutreffend ist wohl eine Beschreibung von Herzog Bernhard, die sich als Beilage zu einem Brief vom 6. Juni 1634 an den Reichskanzler Oxenstierna findet. Dort heißt es: „In wehrendem schiessen mit den Stücken ist h. Generalmajor Corville geblieben, dann er von einem stein, so eines von unseren stücken von der mauren gesprengt, durchschlagen worden.“

## Begräbnis in Wöhrd bei Nürnberg
Der Verlust des fähigen Generals und Reiterführers Courville traf Herzog Bernhard schwer. Außerdem war die militärische Situation für sein schwaches Entsatzheer nach dem Eintreffen des stark überlegenen kaiserlichen Heeres unhaltbar geworden, denn man hätte seinem Heer leicht den Rückzugsweg über die Donau bei Kelheim abschneiden können. Nach Verstärkung der Regensburger Garnison um einige Regimenter zog das Restheer am 3. Juni 1634 von Regensburg nach Nürnberg ab und transportierte die Leiche von Courville mit nach Nürnberg. Beigesetzt wurde Courville in der Pfarrkirche der Vorstadt Wöhrd, in der bereits am 23. August 1632 sein Töchterchen begraben worden war. Die Beerdigung erfolgte mit einem großen Aufgebot und in Anwesenheit von Herzog Bernhard, des Markgrafen (Erbprinzen) Friedrich von Brandenburg-Ansbach und vieler hoher Offiziere. Der Sarg von Courville wurde unter einem samtenen Baldachin getragen und von 16 Trompetern und Heerpaukern begleitet. Auf dem Laufer Turm und an der Wöhrder Bastei schossen etliche Geschütze Ehrensalut, als sich der Trauerzug in Richtung der Kirche von Wöhrd in Bewegung setzte.